# PR-CV 324

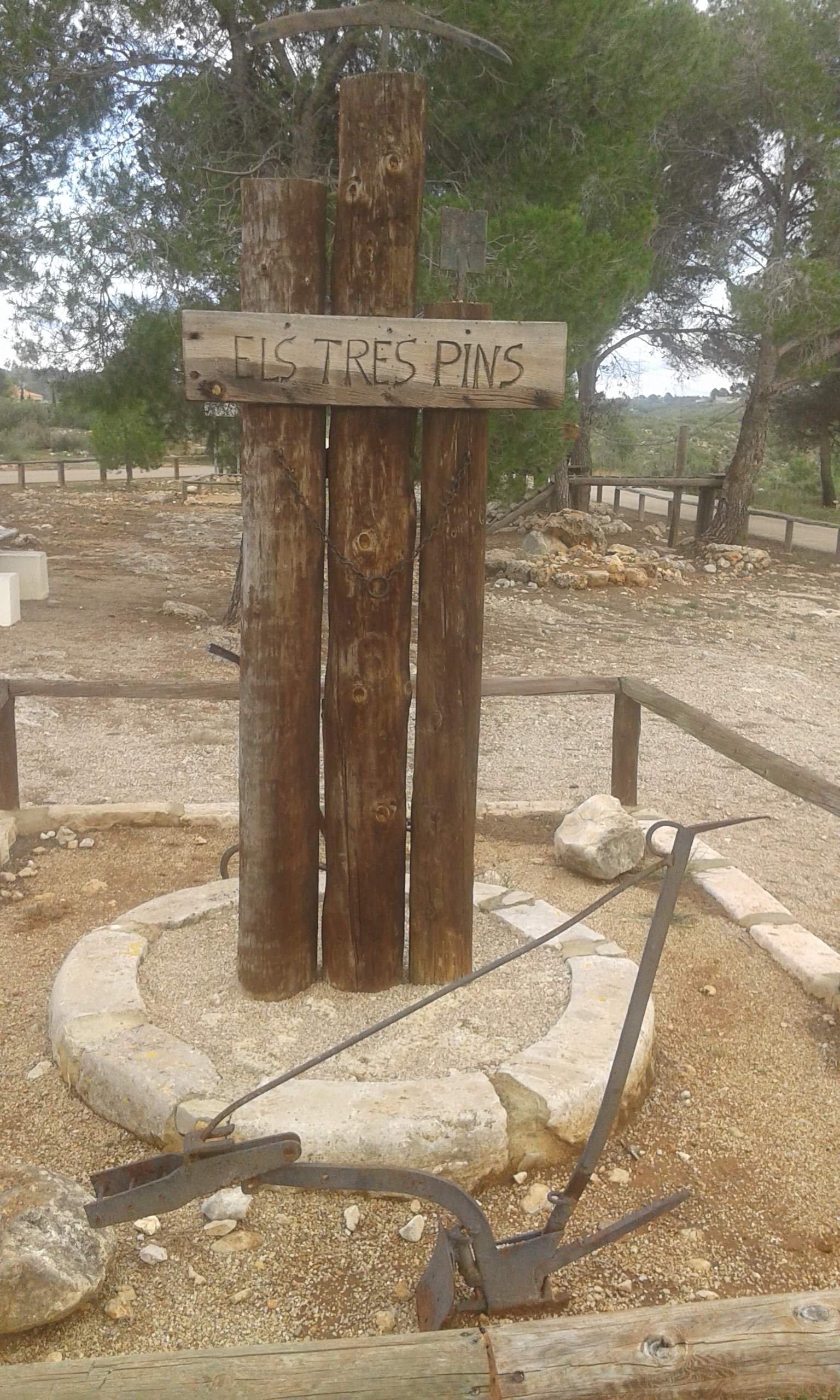
Àrea recreativa Els tres pins

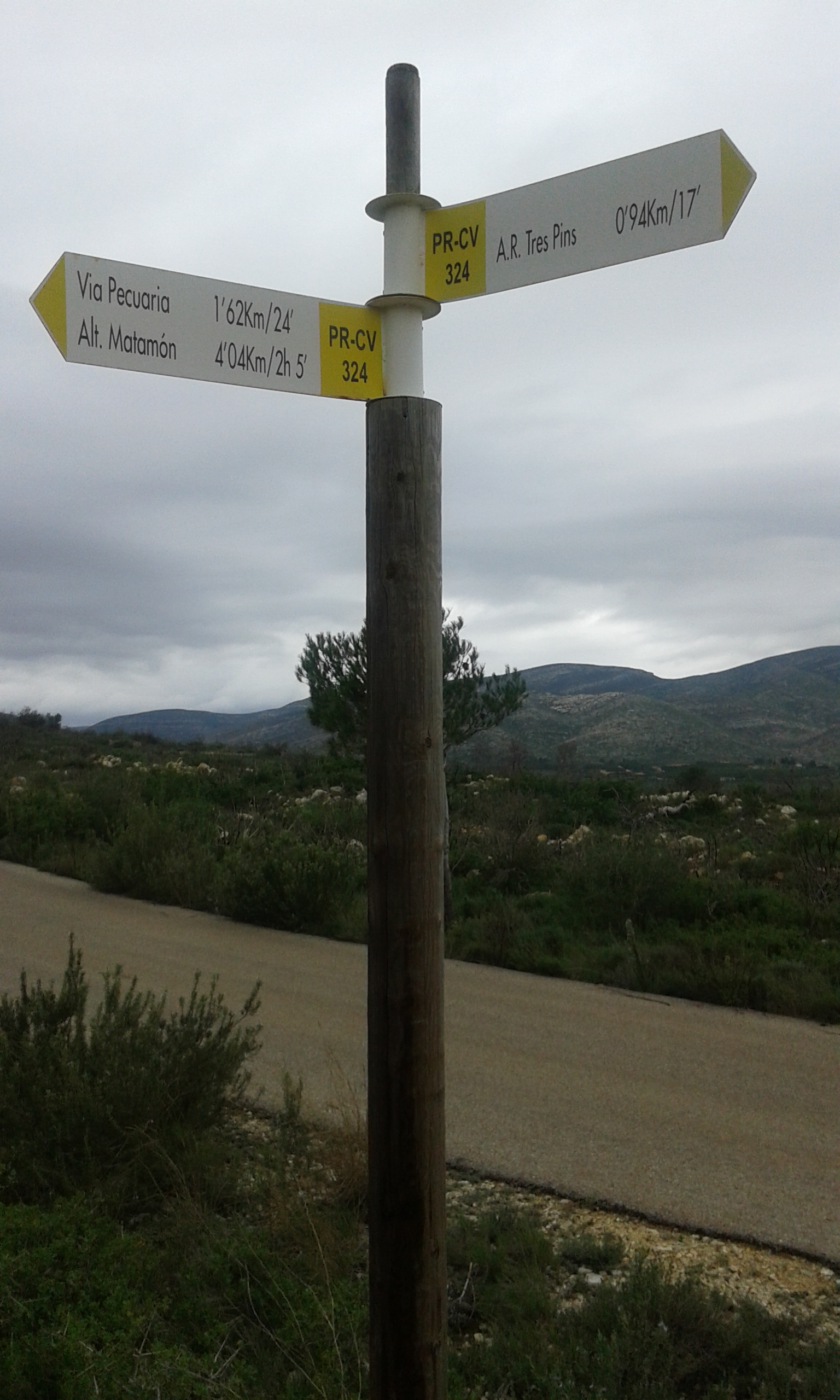
Senyal vertical PR-CV 324

El PR-CV 324 o Senda de Matamon, és un sender de petit recorregut de 6,3 km al terme municipal de Catadau a la comarca de la Ribera Alta. El sender s'inicia a l'Àrea Recreativa dels tres pins, i entre el seu patrimoni històric artístic trobem les ruïnes de l'ermita de Santa Bàrbara. L'any 2012 va patir un incendi forestal el seu recorregut.

## Característiques
Distància: 6,3 km
Comarca: la Ribera Alta
Dificultat: Mitjana